# Zamboanga City
Die Stadt Zamboanga ist die sechstgrößte Stadt in den Philippinen. Sie liegt an der Südspitze der Zamboanga-Halbinsel, eines westlichen Ausläufers der Insel Mindanao. Sie ist eine der ersten beurkundeten Städte des Landes, die 1936 durch den Commonwealth Act Nr. 39 die Stadtrechte erhielt.

## Namensherkunft
Die Urbewohner, die Subanos und die Lutaos, benannten die Gegend mit Jambangan, was bedeutet, ein Platz, der mit Blumen übersät ist. Ebenso möglich ist eine Abstammung aus dem Wort Samboangan aus dem Sprachgebrauch der ersten Siedler, der Seenomaden der Bajau und Samal, und dieser stammt wiederum vom Wort Jambangan ab. In einer der ersten spanischen Karten wird die Gegend schließlich als Zamboanga bezeichnet, was den Landepunkt bedeutet. Die frühen spanischen Kolonisten nannten den Platz im Übrigen El Pueblo de Lutao, also Dorf von Lutao. Heute heißt die Stadt City of Zamboanga, in den jeweiligen Sprachen und Dialekten auch Ciudad de Zamboanga in Spanisch bzw. Chavacano, Dakbayan sa Zamboanga in Cebuano und Dakbayan sa Zamboanga in Filipino.

## Geographie

### Lage
Die Stadt nimmt die gesamte südliche und südwestliche Spitze der Zamboanga-Halbinsel, eines westlichen Ausläufers der Insel Mindanao ein. Sie befindet sich 365 Seemeilen nordöstlich von Kota Kinabalu auf Borneo in Malaysia (etwa 700 km), und 345 Seemeilen nordöstlich von Manado in Indonesien (etwa 650 km).
Im Westen liegt die Sulusee, im Osten der Golf von Moro und im Süden die Straße von Basilan und die Celebessee. Im Nordosten grenzt das Stadtgebiet an die Provinz Zamboanga Sibugay und im Nordwesten an Zamboanga del Norte.
Ihre Lage an der strategisch wichtigen Straße von Basilan machte sie während des Zweiten Weltkrieges zu einem militärisch bedeutenden Gebiet.

### Inseln

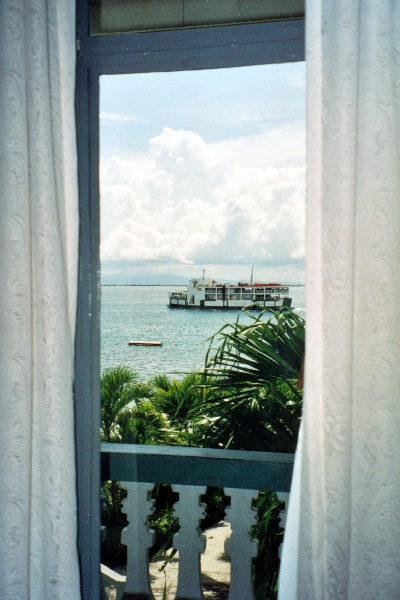
Zamboanga am Hafen

Vor der Küstenlinie von Zamboanga-Stadt liegen 28 Inseln. Diese werden von Zamboanga aus verwaltet und sind in allen Aspekten mit der Stadt verbunden. Manche dieser Inseln sind ständig bewohnt, während andere von Seenomaden, Fischern und Tauchern nur saisonal besiedelt werden.
Great Santa Cruz Island und Little Santa Cruz Island, auf Englisch Sta. Cruz Islands genannt, sind für rosafarbene Korallensandstrände, wie sie weltweit äußerst selten zu finden sind, bekannt. Die Inseln sind reich an verschiedenen Korallen- und Muschelarten.
Die Inseln sind:
- Bacungan Island
- Baong Island
- Bobo Island
- Buguias Island
- Cabog Island
- Camugan Island
- Gatusan Island
- Great Santa Cruz Island
- Kablingan Island
- Lambang Island
- Lamunigan Island
- Lapinigan Island
- Little Malanipa Island
- Little Santa Cruz Island
- Malanipa Island
- Panganaban Island
- Pangapuyan Island
- Pitas Island
- Sacol Island
- Salangan Island
- Sinunug Island
- Taguiti Island
- Tictabon Island
- Tigburacao Island
- Tumalutap Island
- Vilan Vilan Island
- Visa Island
- Vitali Island

### Klima
Die Stadt hat ein natürlich mildes Klima mit einer ausgesprochenen trockenen Periode zwischen November und Mai und regnerischen Perioden im Übrigen Jahr. Die tropischen Zyklone und Taifune überziehen die Stadt sehr selten, da sie außerhalb des Taifungürtels liegt, der den Norden der Philippinen durchzieht. Die Durchschnittstemperatur liegt bei 27 °C bei einer jährlichen Niederschlagsmenge von 1.362 mm im Schnitt.
|                       | Jan  | Feb  | Mär  | Apr  | Mai  | Jun  | Jul  | Aug  | Sep  | Okt  | Nov  | Dez  |   |      |
| Mittl. Tagesmax. (°C) | 31,9 | 32,0 | 32,3 | 32,6 | 32,4 | 31,7 | 31,4 | 31,7 | 31,8 | 31,8 | 31,7 | 32,1 | ⌀ | 31,9 |
| Mittl. Tagesmin. (°C) | 22,4 | 22,5 | 23,2 | 23,4 | 23,9 | 23,6 | 23,3 | 23,4 | 23,3 | 23,2 | 23,3 | 22,7 | ⌀ | 23,2 |
|                       |      |      |      |      |      |      |      |      |      |      |      |      |   |      |
| Niederschlag (mm)     | 32   | 46   | 37   | 53   | 81   | 126  | 136  | 114  | 134  | 157  | 99   | 51   | Σ | 1066 |
|                       |      |      |      |      |      |      |      |      |      |      |      |      |   |      |
| Sonnenstunden (h/d)   | 7,1  | 7,5  | 7,3  | 7,4  | 7,1  | 5,5  | 6,0  | 6,9  | 6,2  | 5,6  | 7,3  | 7,3  | ⌀ | 6,8  |
|                       |      |      |      |      |      |      |      |      |      |      |      |      |   |      |
| Regentage (d)         | 4    | 4    | 4    | 6    | 9    | 11   | 10   | 10   | 9    | 11   | 10   | 7    | Σ | 95   |
|                       |      |      |      |      |      |      |      |      |      |      |      |      |   |      |
| Wassertemperatur (°C) | 27   | 27   | 28   | 29   | 29   | 29   | 28   | 28   | 28   | 28   | 28   | 28   | ⌀ | 28,1 |
|                       |      |      |      |      |      |      |      |      |      |      |      |      |   |      |
| Luftfeuchtigkeit (%)  | 79   | 78   | 78   | 78   | 81   | 82   | 82   | 82   | 82   | 83   | 82   | 81   | ⌀ | 80,7 |

| 22,4 |

| 22,5 |

| 23,2 |

| 23,4 |

| 23,9 |

| 23,6 |

| 23,3 |

| 23,4 |

| 23,3 |

| 23,2 |

| 23,3 |

| 22,7 |

| 22,4 |

| 22,5 |

| 23,2 |

| 23,4 |

| 23,9 |

| 23,6 |

| 23,3 |

| 23,4 |

| 23,3 |

| 23,2 |

| 23,3 |

| 22,7 |

## Geschichte

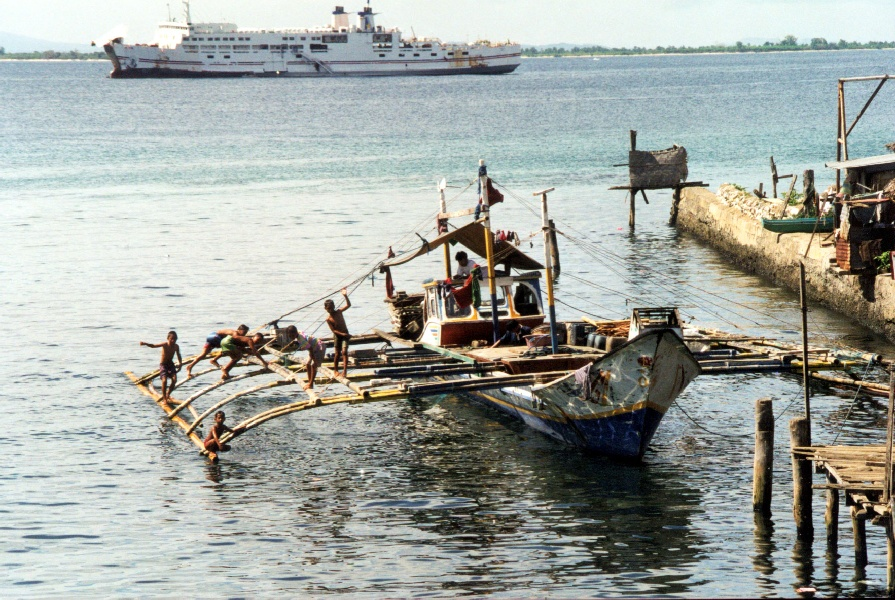
Seezigeuner auf Mindanao

Das Gebiet um die Halbinsel Zamboanga wurde bereits vor 30.000 Jahren von Menschen besiedelt, die der austronesischen Volksgruppe angehörten. Die ersten Einwanderer waren die Subanons, was so viel bedeutet wie Leute, die am „suba“ leben (suba=Fluss), sowie die Volksgruppe der Lutaos. Später kamen dann ethnische Gruppen der islamischen Samal, der Bajau, der Tausūg und der Yakan in das heutige Stadtgebiet.
1635 kamen die Spanier in das Gebiet und begannen mit dem Bau eines Forts. Das Fort Pilar, heute ein bedeutendes Museum und Marienschrein, wurde am 23. Juni 1635 von einem Jesuitenpriester und Ingenieur im Dienste der spanischen Armee, Fr. Melchor de Vera, als spanische Bastion gegen Piraten und Sklavenhändlern errichtet. Das Fort wurde 1646 während der Seeschlachten der La Naval de Manila von den Holländern angegriffen, die jedoch von fünf spanischen und zwei philippinischen Kompanien zurückgeschlagen wurden. Während der nächsten Jahrhunderte stand es im Mittelpunkt zahlreicher Schlachten zwischen den Moro-Piraten und den spanischen Soldaten. Aber auch gegen Angriffe der Portugiesen, der Holländer und der Franzosen musste das Fort bestehen. 1663 wurde es teilweise zerstört und 1719 wieder errichtet.
Von 1837 bis 1899 war Zamboanga die Hauptstadt der spanisch besetzten Gebiete von Mindanao, mit einer Unterbrechung zwischen den Jahren 1872 und 1875, als der Regierungssitz in Cotabato lag.
Ab 1871 verstärkten die Spanier ihre Bemühungen, das Sultanat von Sulu zu unterwerfen und begannen eine Blockade des Sultanats. Die vorherrschenden chinesischen Händler konnten diese Blockade über den Zwischenhafen Zamboanga umgehen. Nach der Eroberung Jolos 1876 endete auch die Blockade, doch der Handel über Zamboanga lag nun in chinesischen Händen, nicht mehr in denen der Tausūg.

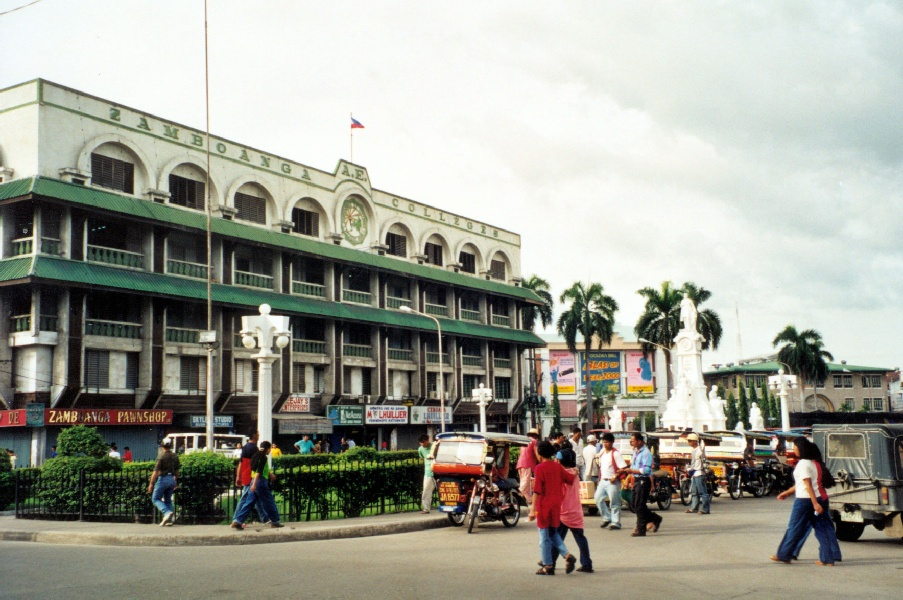
Zamboanga City

Nachdem amerikanische Truppen im Dezember 1899 in Zamboanga ankamen, richteten sie dort eine Zivilregierung ein, die auch die Insel Basilan kontrollierte. Am 1. Juli 1901 wurde Zamboanga, zusammen mit Basilan, durch den Public Act Nr. 135 zu einer Verwaltungsgemeinde ernannt.
Am 15. September 1911 wurde die Gemeinde zu dem Regierungssitz der Provinz Moro. Am 1. Januar 1912 erhielt Zamboanga mit dem Act. Nr. 272 den Status einer Stadt. Zusammen mit dem Gebiet von Basilan war sie damals die größte Stadt der Welt.
Während der amerikanischen Kolonialzeit beherbergte Zamboanga City viele Gebietsgouverneure, wie General John J. Pershing, welcher militärischer Oberbefehlshaber und Gouverneur der Moro-Provinzen von 1909 bis 1914 war. Diese wurden gänzlich von Zamboanga aus verwaltet.
Als beurkundete Stadt gilt Zamboanga jedoch erst durch den Commonwealth Act Nr. 39, der am 23. September 1936 in Kraft trat. Der Geburtstag von Zamboanga als beurkundete Stadt fällt zusammen mit der beliebten Fiesta del Pilar, die zu Ehren Unserer Lieben Frau auf dem Pfeiler, der Stadtpatronin, gefeiert wird, deren Statue in die Fassade der meterdicken Mauer an der Ostseite des Forts Pilar eingebettet ist.
Bis zum Zweiten Weltkrieg war Zamboanga City das Handels-, Kommerz- und Regierungszentrum der gesamten Insel Mindanao. Ihre Lage an der strategisch wichtigen Straße von Basilan, machte sie während des Zweiten Weltkrieges zu einem militärisch bedeutenden Ort. In der Stadt war während des Krieges das 43. Infanterie-Regiment stationiert. Nach der Invasion auf die Philippinen landeten am 2. März 1942 japanische Truppen in der Stadt und richteten ein Hauptquartier zur Verteidigung des Besatzungsgebietes ein. Gouverneur Felipe B. Azcuna verlegte daraufhin den Regierungssitz der Provinz nach Dipolog City, bis 1945 die Stadt wieder von amerikanischen Truppen eingenommen wurde.
Als 1948 die Insel Basilan mit dem Republic Act Nr. 288 aus dem Stadtgebiet herausgenommen wurde, verlor Zamboanga den Status, die flächenmäßig größte Stadt der Welt zu sein. Die Stadt blieb die Hauptstadt der Provinz Zamboanga, die praktisch die gesamte Halbinsel einnahm.
Am 5. Juni 1952 wurden die Provinzen Zamboanga in die Provinzen Zamboanga del Sur mit Pagadian City und Zamboanga del Norte mit Dipolog City als Hauptstadt, aufgeteilt. Zamboanga City ist seither weder der einen noch der anderen Provinz zugeordnet, sondern behielt bis heute ihren provinzfreien Status.
Durch ihre Lage nahe dem muslimisch dominierten Gebiet Basilan, dem Sulu-Archipel und Tawi-Tawi war und ist sie bis heute terroristischen Anschlägen muslimischer Extremisten ausgesetzt. So wurde sie im September 2013 von der Nationalen Befreiungsfront der Moros besetzt.

## Politik

### Bevölkerung
Zamboanga ist eine Stadt der ersten Einkommenskategorie. Nach der Volkszählung aus dem Jahr 2015 hat die Stadt eine Einwohnerzahl von 861.799 Menschen. Sie ist die sechstgrößte Stadt in den Philippinen. Nach inoffiziellen Angaben ist die Einwohnerzahl 1.428.216 und nicht nur 700.000, wie von Regierungsseite behauptet wird. Die Bevölkerungszahl wächst vor allem in den randstädtischen Slumgebieten durch Zuzügler der unteren Schichten und durch Bewohner von Krisenregionen, die zur Flucht gezwungen wurden. Das Stadtgebiet umfasst eine Fläche von 1.483,38 km². Damit hat sie eine Bevölkerungsdichte von 581 Menschen pro km².
Die Einwohner von Zamboanga sprechen eine spezielle kreolische Sprache, genannt Chavacano, welche eine Mischung aus Spanisch und aus lokalen Mundarten ist. Daneben ist Cebuano eine weitere Hauptsprache, ein Sprach-Substrat aus einheimischen Dialekten und der Umgangssprache der eingewanderten Gruppen aus den Visayas.

### Verwaltungsgliederung

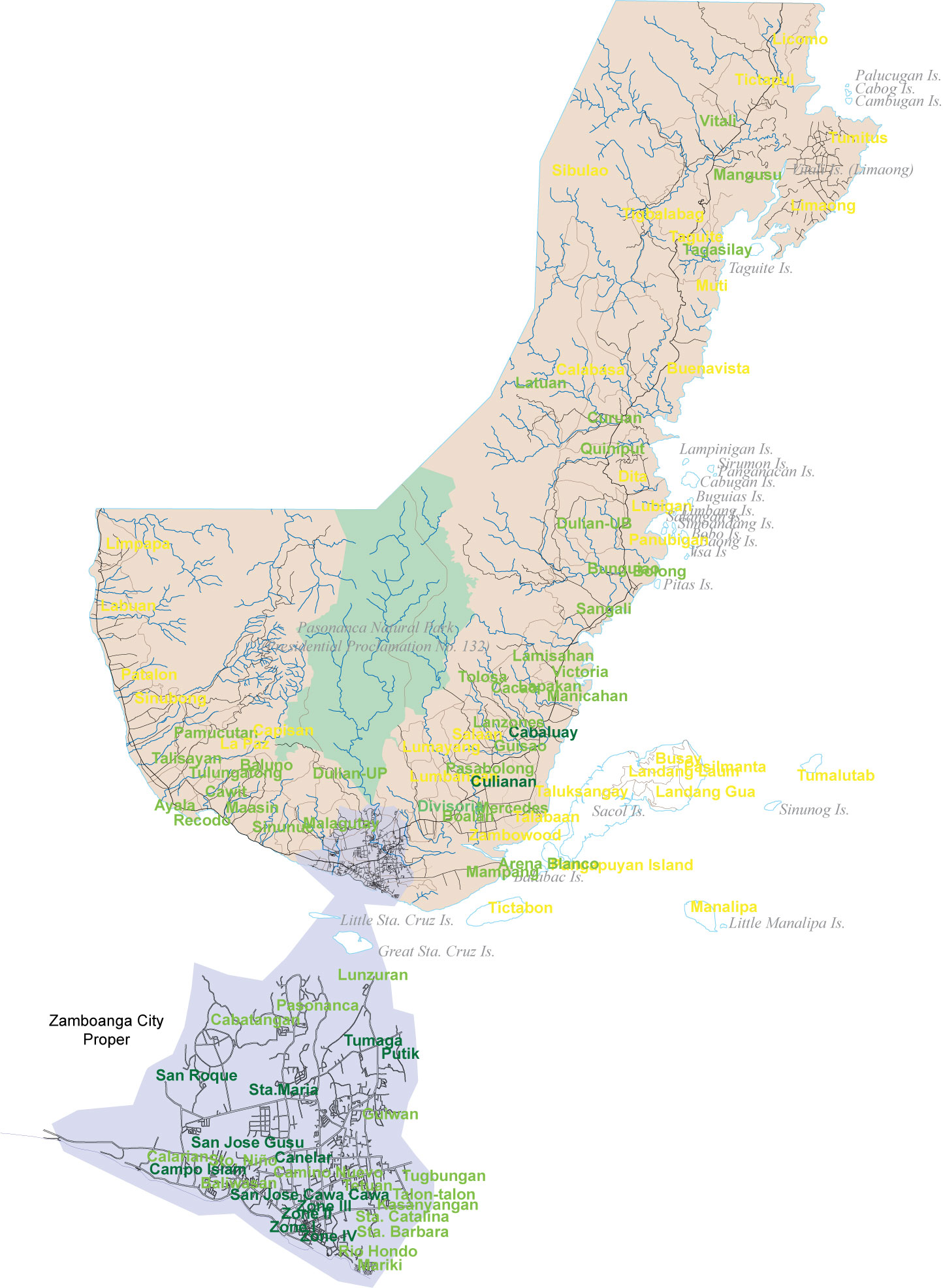
Zamboanga mit seinen Baranggays

Zamboanga hat die Vorwahl 62, die Postleitzahl 7000 und ist politisch unterteilt in 98 Baranggays (Vororte):
- Abong Abong
- Arena Blanco
- Ayala
- Baliwasan
- Baluno
- Boalan
- Bolong
- Buenavista
- Bunguiao
- Busay
- Cabaluay
- Cabatangan
- Cacao
- Calabasa
- Calarian
- Camino Nuevo
- Campo Islam
- Canelar
- Capisan
- Cawit
- Culianan
- Curuan
- Daap
- Dita
- Divisoria
- Dulian (Upper Bunguiao)
- Dulian (Upper Pasonanca)
- Guisao
- Guiwan
- Kasanyangan
- La Paz
- Labuan
- Lamisahan
- Landang Gua
- Landang Laum
- Lanzones
- Lapakan
- Latuan (Curuan)
- Licomo
- Limaong
- Limpapa
- Lubigan
- Lumayang
- Lumbangan
- Lunzuran
- Maasin
- Malagutay
- Mampang
- Manalipa
- Mangusu
- Manicahan
- Mariki
- Mercedes
- Muti
- Pamucutan
- Pangapuyan
- Panubigan
- Pasilmanta (Sacol Island)
- Pasobolong
- Pasonanca
- Patalon
- Putik
- Quiniput
- Recodo (formerly La Caldera)
- Rio Hondo
- Salaan
- San Jose Cawa-Cawa
- San Jose Gusu
- San Roque
- Sangali
- Sibulao (Curuan)
- Sinubong
- Sinunoc
- Sta. Barbara
- Sta. Catalina
- Sta. Maria
- Sto. Niño
- Tagasilay
- Taguiti
- Talabaan
- Talisayan
- Talon-Talon
- Taluksangay
- Tetuan
- Tictapul
- Tigbalabag
- Tigtabon
- Tolosa
- Tugbungan
- Tulungatung
- Tumaga
- Tumalutab
- Tumitus
- Victoria
- Vitali
- Zambowood
- Zone I
- Zone II
- Zone III
- Zone IV

## Wirtschaft
Landwirtschaft und Fischfang bestimmen das Einkommen von 70 % der Stadtbevölkerung. Das Stadtgebiet umfasst 560 km² kultivierbare Ackerfläche und 700 km² tatsächlich genutztes Agrargebiet. Hauptanbauprodukt sind Kokosnüsse, daneben große Mengen an Reis, Mais und Getreide. Auch der Fischfang und die Zucht von Meeresfrüchten in Aquakulturen vor den Mangroven der Inseln trägt zum wirtschaftlichen Ertrag bei. Die wichtigsten Exportprodukte sind Kokosnussöl, See- und Meeresfrüchte und verarbeitete Lebensmittel.
Daneben hat sich Zamboanga City in den letzten Jahren als Produzent von Seetang hervorgetan. Der Anbau von Seetang wird bereits von 2.000 Zamboangueños betrieben und nimmt 4,07 km² des küstennahen Gebietes ein.

### Infrastruktur
- Zamboanga ist der wichtigste Seehafen der Philippinen für den Handel mit den Nachbarländern Malaysia, Indonesien und Brunei.
- Die Stadt verfügt über einen Provinzflughafen mit einer Anbindung an die großen Städte Manila, Cebu und Davao City.

## Kultur
Zamboanga hat drei Universitäten: Ateneo de Zamboanga University, die Western Mindanao State University und die neu eingerichtete Universidad de Zamboanga. Die Stadt ist zudem Heimat der ersten römisch-katholischen Kirchendiözese in Mindanao, die um 1910 gegründet und 1958 zum Erzbistum erhoben wurde.

### Sehenswürdigkeiten
- Das Fort Pilar, das geschichtliche und kulturelle Wahrzeichen der Stadt, ausgestattet mit einem Museum und dem Marienschrein zu Ehren der Virgen del Pilar.
- Die Stadthalle im Stadtzentrum.
- Der Pasonanca Natural Park im Norden des Stadtgebietes.
- Metropolitan Cathedral of the Immaculate Conception, der Sitz des römisch-katholischen Erzbistums.
- Die Pettit Barracks.
- Die Strände von Bolong, La Vista del Mar und des Zamboanga Golf Course und Beach Resort.
- Die Taluksangay Village, ein muslimisch dominiertes Stadtviertel mit der Taluksangay-Moschee mit vergoldeten Kuppeln.
- Die Yakan Weaving Village, ein traditionelles Viertel, in dem das Kunsthandwerk der Yakan zu besichtigen ist.
- Die Great and Little Sta. Cruz Islands

## Städtepartnerschaften
- Muntinlupa City, Philippinen
- Butuan City, Philippinen
- Cagayan de Oro, Philippinen
- Dipolog City, Philippinen
- Trece Martires City, Philippinen
- Saragossa, Spanien
- Pekanbaru, Indonesien
- Bengkulu, Indonesien

## Söhne und Töchter der Stadt
- Jainal Antel Sali junior (1964–2007), Extremist und Terrorist
- Harry Tañamor (* 1977), Boxer
- Roberto Gomez (* 1978), Poolbillardspieler
- Rexel Fabriga (* 1985), Wasserspringer
- Hidilyn Diaz (* 1991), Gewichtheberin
- Eumir Marcial (* 1995), Boxer im Mittelgewicht